# Septoria araguata
Septoria araguata är en svampart som beskrevs av Syd. 1930. Septoria araguata ingår i släktet Septoria och familjen Mycosphaerellaceae.   Inga underarter finns listade i Catalogue of Life.